# 水の中のライオン
『水の中のライオン』（みずのなかのライオン）は、1984年5月21日に発売された谷山浩子の9枚目のアルバム。
1988年6月21日にCDとして再発売された。

## 概要
収録曲は、ネパール旅行の折にインスピレーションを受けて完成した曲が3曲（『ラ・ラ・ルウ』、『夜のブランコ』、『バザール』）、かしわ哲への提供曲『キャロットスープの唄』、大島弓子の漫画をアニメ映画化した『綿の国星』の主題歌『鳥は鳥に』、エーザイの胃腸薬「サクロン」のCMソング『風になれ -みどりのために-』など様々で、選曲に一定のコンセプトはない。
谷山はアルバムタイトルとして最初に「ネムコさん」という案を提案したが却下され、1曲目「人形の家」の最初の効果音が「水中でライオンが鳴いているような音だから」ということでこの題名になったという。

## 収録曲
1. 人形の家
2. ラ・ラ・ルウ
3. パステル・ウェザー
4. 夜のブランコ
5. 花を飾って（KAMAKURA）
6. キャロットスープの唄
7. ハサミトギを追いかけて
8. 鳥は鳥に
9. バザール
10. 風になれ～みどりのために～（アルバムバージョン）

- 作曲：谷山浩子（全曲）
- 作詞：谷山浩子（1 - 10）、垣内一浩（6）、大島弓子（8）
- 編曲：藤本敦夫（1, 3, 6, 7）、橋本一子（5、8 - 10）、鷺巣詩郎（2）、松下誠（4）、岡崎倫典（3）